# Getijmeter van Marseille

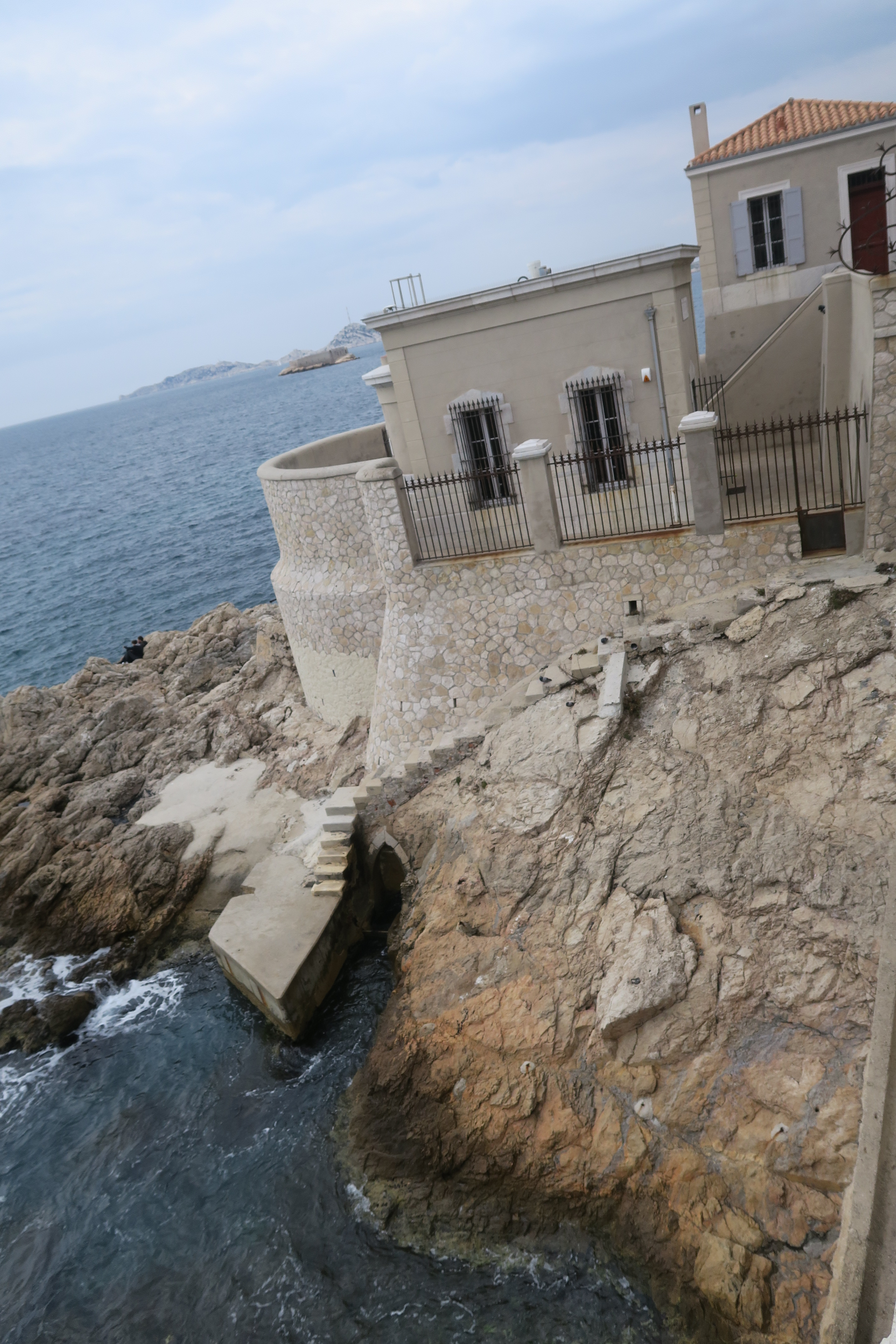
Observatorium met getijmeter in Marseille (Bouches-du-Rhône). Zeewater stroomt onderaan naar binnen

De getijmeter (1884), in het Frans marégraphe, die in de Zuid-Franse stad Marseille staat, is een getijmeter van het mechanische type. Het observatorium meet de niveaus van eb en vloed in de Middellandse Zee, op een uitspringende rots in de zee.
Het is het nulpunt van zeeniveau voor continentaal Frankrijk.

## Historiek
Reeds in 1850 bouwde Rémi Chazallon een getijmeter in Marseille, in de haven La Joliette. Chazallon was hydrografisch ingenieur. Zijn metingen in Marseille gaven het basispunt voor Frankrijk en Zwitserland wat betreft aardrijkskundige hoogtes. In Zwitserland werd de steen Repère Pierre du Niton in de haven van Genève gedefinieerd als basispunt voor berekening: de Niton-steen werd à 376,86 meter vastgelegd boven het nulpunt in Marseille.
De Nationale Commissie van Frankrijk die zich bezig hield met de metingen boven de zeespiegel, eiste een ondubbelzinnig nulpunt voor Frankrijk.
Daarom werd een grote getijmeter gebouwd in 1884 in Marseille, op de Corniche van de stad. Het doel was eens en voor altijd het nulpunt van continentaal Frankrijk te kennen: le niveau zéro. De eigenlijke vlotter van de getijmeter werd aangekocht in Duitsland. In 1885 startten de metingen van eb en vloed. Onderaan het gebouw stroomt het zeewater naar binnen; het zeewater doet de vlotter omhoog en omlaag bewegen, op mechanische wijze. Er is een minimale invloed van de zeegolven. De verticale bewegingen van de vlotter werden overgebracht, via een koperdraad, naar een toestel op de bovenverdieping. Dit toestel had een potlood op bewegend papier; het papier bewoog op commando van een mechanisch uurwerk. Het bekomen diagram wordt in het Frans een marégramme genoemd. Naast de getijmeter staat een huisje waar de onderzoeker diende te overnachten.
In 1897 bepaalde de Nationale Commissie het geografische nulpunt. Zij deden dit op basis van de eerste twaalf jaren van metingen van getijden van de Middellandse Zee in Marseille.
De Fransen gebruikten verder nog deze getijmeter op permanente basis. Honderd jaar later, vanaf 1998, gebeuren de metingen van eb en vloed computergestuurd op basis van echosignalen in de cilinder.
Vanaf 2002 geniet het observatorium een erkenning als monument historique van Frankrijk.

## Zwitserland

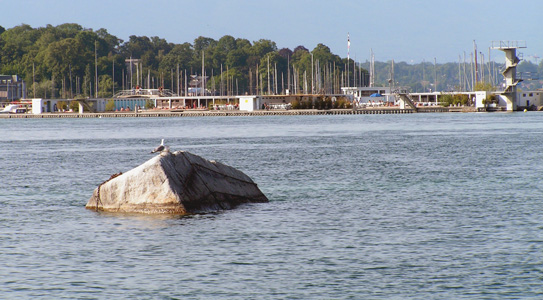
Niton-rots in de haven van Genève (Zwitserland), aan de Rhône

In 1902 wijzigden de Zwitsers hun referentiepunt Repère Pierre du Niton. Een studie van Hilfiker baseerde zich namelijk op meerdere getijmeters, dus niet alleen de (tweede) getijmeter van Marseille. Hierdoor lag de steen Pierre du Niton 3,26 meter lager ingeschaald dan voor 1902. Bijgevolg werden alle metingen van Zwitserse plekken boven de zeespiegel verlaagd met 3,26 meter op aardrijkskundige kaarten.